# Королевский кодекс (Старшая Эдда)
Короле́вский ко́декс (лат. Cōdex Rēgius; исл. Konungsbók, букв. — «Королевская книга») — древнеисландская рукопись, в которой сохранилась Старшая Эдда, и которая является основным источником для большинства содержащихся в ней поэм. Условное обозначение — GKS 2365 4to. В научных текстах, эта рукопись обычно сокращается, как [R] для Cōdex Rēgius, или [K] для Konungsbók.

## Описание
Cōdex Rēgius имеет размер 19 на 13 см и состоит из 45 веленевых листов, ещё 8 листов были утеряны. Из 31 сохранившейся песни, 11 принято выделять, как песни о богах, в то время, как остальные 20 называют эпическими песнями или песнями о героях.
Кодекс написан приблизительно в 1270-х годах, однако содержание гораздо старше. На основе палеографических данных полагают, что рукопись Старшей Эдды была полностью написана одним автором в Исландии вероятно в середине XIII века на основании оригинальных протографов. При этом автор неизвестен, хотя есть признаки того, что автором. а скорее компилятором может являться Сэмунд Сигфуссон (1056—1133).
О рукописи не было ничего известно до 1643 года, когда во владение ею вступил Бриньольфур Свейнссон, епископ Скаулхольта. В 1662 году он подарил её королю Дании Фредерику III, откуда и пошло название.
Долгое время рукопись хранилась в Королевской библиотеке в Копенгагене. 21 апреля 1971 года её морем в сопровождении военного эскорта вернули на историческую родину в Рейкьявик, где она была передана Институту исландских исследований имени Аурни Магнуссона, где и хранится сейчас.

## Содержание
Песни о богах
| Völuspá       | (Прорицание вёльвы)                |
| Hávamál       | (Речи Высокого)                    |
| Vafþrúðnismál | (Речи Вафтруднира)                 |
| Grímnismál    | (Речи Гримнира)                    |
| Skírnismál    | (Речи Скирнира / Поездка Скирнира) |
| Hárbarðsljóð  | (Песнь о Харбарде)                 |
| Hymiskviða    | (Песнь о Хюмире)                   |
| Lokasenna     | (Перебранка Локи)                  |
| Þrymskviða    | (Песнь о Трюме)                    |
| Völundarkviða | (Песнь о Вёлунде)                  |
| Alvíssmál     | (Речи Альвиса)                     |

Песни о героях
| Helgakviða Hundingsbana I  | (Первая Песнь о Хельги убийце Хундинга) |
| Helgakviða Hjörvarðssonar  | (Песнь о Хельги, сыне Хьёрварда)        |
| Helgakviða Hundingsbana II | (Вторая Песнь о Хельги убийце Хундинга) |
| Frá dauða Sinfjötla        | (О смерти Синфьётли)                    |
| Grípisspá                  | (Пророчество Грипира)                   |
| Reginsmál                  | (Речи Регина)                           |
| Fáfnismál                  | (Речи Фафнира)                          |
| Sigrdrífumál               | (Речи Сигрдривы)                        |
| Великая лакуна             |                                         |
| Brot af Sigurðarkviðu      | (Отрывок Песни о Сигурде)               |
| Guðrúnarkviða I            | (Первая песнь о Гудрун)                 |
| Sigurðarkviða hin skamma   | (Краткая Песнь о Сигурде)               |
| Helreið Brynhildar         | (Поездка Брюнхильд в Хель)              |
| Dráp Niflunga              | (Убийство Нифлунгов)                    |
| Guðrúnarkviða II           | (Вторая Песнь о Гудрун)                 |
| Guðrúnarkviða III          | (Третья Песнь о Гудрун)                 |
| Oddrúnargrátr              | (Плач Оддрун)                           |
| Atlakviða                  | (Гренландская Песнь об Атли)            |
| Atlamál                    | (Гренландские Речи Атли)                |
| Guðrúnarhvöt               | (Подстрекательство Гудрун)              |
| Hamðismál                  | (Речи Хамдира)                          |

## Великая лакуна
Утраченные листы известные, как великая лакуна, содержали бы последнюю часть «Речей Сигрдривы» и большую часть «Песни о Сигурде». То что осталось от последнего стихотворения состоит из 22 строф так называемого «Отрывка Песни о Сигурде». По мнению Г. Адамса Беллоуса, оригинальный размер «Песни о Сигурде» должен был быть более чем в 250 строф.
Утраченный оригинальный рассказ сохранился в «Саге о Вёльсунгах» в виде прозы с четырьмя поэтическими строфами.
Лакуна стала источником вдохновения для английского писателя Д. Р. Р. Толкиена (1892—1973), который пытался пересказать потерянные стихи драмы.

## GKS 2367 4to
Одна из четырёх рукописей Младшей Эдды (GKS 2367 4to) также известна под названием Cōdex Rēgius. Рукопись состоит из 55 пергаментных страниц, и датируется началом XIV века. GKS 2367 4to была частью одного и того же дара епископа Бриньольфура  Фредерику III, что и рукопись GKS 2365 4to. Эта часть Королевского кодекса была возвращена Исландии в 1985 году, где хранится в Институте исландских исследований имени Арни Магнуссона.

## GKS 1157 fol.
Рукопись GKS 1157 fol., содержащая почти полный текст исландского судебника Грагас (дословно — «Серый гусь»), также носит название Cōdex Rēgius или Konungsbók и хранится в Королевской библиотеке Дании в Копенгагене.